# Punctoribates armipes
Punctoribates armipes är en kvalsterart som först beskrevs av Banks 1906.  Punctoribates armipes ingår i släktet Punctoribates och familjen Punctoribatidae. Inga underarter finns listade i Catalogue of Life.